# World Poker Tour (stagione 3)
Di seguito sono elencati i risultati della terza stagione del World Poker Tour (2004–2005).

## Risultati

### Grand Prix de Paris
- Casinò: Aviation Club de France, Parigi
- Buy-in: €10.000
- Data: 17 luglio 2004 - 21 luglio 2004
- Iscritti: 205
- Montepremi totale: €1.957.750
- Giocatori premiati: 27

| Piazzamento | Nome           | Premio              |
| ----------- | -------------- | ------------------- |
| 1°          | Surinder Sunar | €679.860 ($828.956) |
| 2°          | Tony G         | €339.930 ($414.478) |
| 3°          | Jim Overtman   | €203.960 ($248.689) |
| 4°          | Peter Roche    | €135.970 ($165.789) |
| 5°          | Ben Roberts    | €101.980 ($124.345) |
| 6°          | Dave Colclough | €84.890 ($103.507)  |

### Mirage Poker Showdown
- Casinò: The Mirage, Las Vegas
- Buy-in: $10.000
- Data: 29 luglio 2004 - 1º agosto 2004
- Iscritti: 281
- Montepremi totale: $2.725.200
- Giocatori premiati: 27

| Piazzamento | Nome          | Premio     |
| ----------- | ------------- | ---------- |
| 1°          | Eli Elezra    | $1.024.574 |
| 2°          | Lee Watkinson | $513.038   |
| 3°          | Gabe Kaplan   | $256.519   |
| 4°          | John Juanda   | $162.012   |
| 5°          | Scotty Nguyen | $121.509   |
| 6°          | Jim Meehan    | $94.507    |

### Legends of Poker
- Casinò: Bicycle Casinò, Los Angeles
- Buy-in: $5.000
- Data: 28 agosto 2004 - 31 agosto 2004
- Iscritti: 667
- Montepremi totale: $3.335.000
- Giocatori premiati: 63

| Piazzamento | Nome          | Premio     |
| ----------- | ------------- | ---------- |
| 1°          | Doyle Brunson | $1.198.260 |
| 2°          | Lee Watkinson | $578.375   |
| 3°          | Pete Lawson   | $272.665   |
| 4°          | Grant Helling | $170.175   |
| 5°          | Joe Awada     | $132.200   |
| 6°          | Tom Lee       | $99.150    |

### Borgata Poker Open
- Casinò: Borgata, Atlantic City
- Buy-in: $10.000
- Data: 19 settembre 2004 - 22 settembre 2004
- Iscritti: 302
- Montepremi totale: $3.020.000
- Giocatori premiati: 27

| Piazzamento | Nome               | Premio     |
| ----------- | ------------------ | ---------- |
| 1°          | Daniel Negreanu    | $1.117.400 |
| 2°          | David Williams     | $573.800   |
| 3°          | Josh Arieh         | $286.900   |
| 4°          | Chris Tsiprailidis | $181.200   |
| 5°          | Brandon Moran      | $135.900   |
| 6°          | Phil Ivey          | $105.700   |

### Ultimate Poker Classic
- Casinò: Radisson Aruba Resort & Casinò, Palm Beach
- Buy-in: $6.000
- 6-Day Event: 26 settembre 2004 - 1º ottobre 2004
- Iscritti: 647
- Montepremi totale: $3.879.000
- Giocatori premiati: 200

| Piazzamento | Nome         | Premio     |
| ----------- | ------------ | ---------- |
| 1°          | Eric Brenes  | $1.000.000 |
| 2°          | Layne Flack  | $500.000   |
| 3°          | Mike Matusow | $250.000   |
| 4°          | Pat McMillan | $170.000   |
| 5°          | John Juanda  | $130.000   |
| 6°          | Vic Fey      | $105.000   |

### Festa Al Lago (Doyle Brunson North American Poker Championship)
- Casinò: Bellagio, Las Vegas
- Buy-in: $10.000
- Data: 19 ottobre 2004 - 22 ottobre 2004
- Iscritti: 312
- Montepremi totale: $3.026.400
- Giocatori premiati: 50

| Piazzamento | Nome             | Premio     |
| ----------- | ---------------- | ---------- |
| 1°          | Carlos Mortensen | $1.000.000 |
| 2°          | Kido Pham        | $496.400   |
| 3°          | David Pham       | $255.000   |
| 4°          | Erik Seidel      | $165.000   |
| 5°          | Hung La          | $120.000   |
| 6°          | John Juanda      | $84.000    |

### World Poker Finals
- Casinò: Foxwoods, Mashantucket
- Buy-in: $10.000
- Data: 13 novembre 2004 - 17 novembre 2004
- Iscritti: 674
- Montepremi totale: $6.765.000
- Giocatori premiati: 60

| Piazzamento | Nome              | Premio     |
| ----------- | ----------------- | ---------- |
| 1°          | Tuan Le           | $1.549.588 |
| 2°          | Temperance Hutter | $973.256   |
| 3°          | Humberto Brenes   | $636.930   |
| 4°          | Bradley Berman    | $470.452   |
| 5°          | J.C. Tran         | $353.850   |
| 6°          | David Pham        | $277.014   |

### Five Diamond World Poker Classic
- Casinò: Bellagio. Las Vegas
- Buy-in: $15.000
- Data: 14 dicembre 2004 - 18 dicembre 2004
- Iscritti: 376
- Montepremi totale: $5.470.800
- Giocatori premiati: 50

| Piazzamento | Nome            | Premio     |
| ----------- | --------------- | ---------- |
| 1°          | Daniel Negreanu | $1.770.218 |
| 2°          | Humberto Brenes | $923.475   |
| 3°          | Vinny Landrum   | $462.851   |
| 4°          | Jennifer Harman | $299.492   |
| 5°          | Steve Rassi     | $217.812   |
| 6°          | Nam Le          | $152.468   |

### PokerStars Caribbean Poker Adventure
- Casinò: Atlantis Paradise Island, Bahamas
- Buy-in: $7.800
- Data: 8 gennaio 2005 - 11 gennaio 2005
- Iscritti: 461
- Montepremi totale: $3.595.600
- Giocatori premiati: 75

| Piazzamento | Nome              | Premio   |
| ----------- | ----------------- | -------- |
| 1°          | John Gale         | $890.000 |
| 2°          | Alex Balandin     | $484.000 |
| 3°          | Mikael Westerlund | $306.000 |
| 4°          | Patrick Hocking   | $207.000 |
| 5°          | John Cernuto      | $155.800 |
| 6°          | Nenad Medić       | $112.000 |

### World Poker Open
- Casinò: Gold Strike Resort and Casinò, Tunica Resorts
- Buy-in: $10.000
- Data: 24 gennaio 2005 - 27 gennaio 2005
- Iscritti: 512
- Montepremi totale: $4.832.773
- Giocatori premiati: 44

| Piazzamento | Nome             | Premio     |
| ----------- | ---------------- | ---------- |
| 1°          | Johnny Stolzmann | $1.491.444 |
| 2°          | Chau Giang       | $773.448   |
| 3°          | Daniel Negreanu  | $384.322   |
| 4°          | Scotty Nguyen    | $336.282   |
| 5°          | Michael Mizrachi | $288.241   |
| 6°          | Raja Kattamuri   | $240.201   |

### L.A. Poker Classic
- Casinò: Commerce Casinò, Los Angeles
- Buy-in: $10.000
- Data: 18 febbraio 2005 - 22 febbraio 2005
- Iscritti: 538
- Montepremi totale: $5.166.414
- Giocatori premiati: 45

| Piazzamento | Nome                | Premio     |
| ----------- | ------------------- | ---------- |
| 1°          | Michael Mizrachi    | $1.859.909 |
| 2°          | Haralabos Voulgaris | $904.122   |
| 3°          | Hung La             | $444.312   |
| 4°          | Ted Forrest         | $263.487   |
| 5°          | Erick Lindgren      | $206.657   |
| 6°          | Harley Hall         | $154.992   |

### Bay 101 Shooting Star
- Casinò: Bay 101, San José (California)
- Buy-in: $10.000
- Data: 7 marzo 2005 - 11 marzo 2005
- Iscritti: 438
- Montepremi totale: $4.070.000
- Giocatori premiati: 45

| Piazzamento | Nome              | Premio     |
| ----------- | ----------------- | ---------- |
| 1°          | Danny Nguyen      | $1.025.000 |
| 2°          | Jay Martens       | $600.000   |
| 3°          | Gus Hansen        | $320.000   |
| 4°          | Shandor Szentkuti | $280.000   |
| 5°          | Corey Cheresnick  | $240.000   |
| 6°          | Mến Nguyễn        | $200.000   |

### Party Poker Million
- Casinò: disputato in crociera
- Buy-in: $10.000
- Data: 19 marzo 2005 - 23 marzo 2005
- Iscritti: 735
- Montepremi totale: $7.430.000
- Giocatori premiati: 180

| Piazzamento | Nome              | Premio     |
| ----------- | ----------------- | ---------- |
| 1°          | Michael Gracz     | $1.525.500 |
| 2°          | David Minto       | $1.000.000 |
| 3°          | Matthew Cherackal | $700.000   |
| 4°          | Adam Csallany     | $500.000   |
| 5°          | Paul Darden       | $300.000   |
| 6°          | Richard Kain      | $200.000   |

### World Poker Challenge
- Casinò: Reno Hilton, Reno
- Buy-in: $5.000
- Data: 29 marzo 2005 - 1º aprile 2005
- Iscritti: 345
- Montepremi totale: $1.725.350
- Giocatori premiati: 27

| Piazzamento | Nome            | Premio   |
| ----------- | --------------- | -------- |
| 1°          | Arnold Spee     | $633.880 |
| 2°          | Blair Rodman    | $327.815 |
| 3°          | Phil Ivey       | $163.908 |
| 4°          | Michael Yoshino | $103.521 |
| 5°          | Russ Carlson    | $77.641  |
| 6°          | Mark Chapic     | $60.387  |

### WPT Championship
- Casinò: Bellagio, Las Vegas
- Buy-in: $25.000
- 7-Day Event: 18 aprile 2005 - 24 aprile 2005
- Iscritti: 453
- Montepremi totale: $10.961.000
- Giocatori premiati: 100

| Piazzamento | Nome          | Premio     |
| ----------- | ------------- | ---------- |
| 1°          | Tuan Le       | $2.856.150 |
| 2°          | Paul Maxfield | $1.698.390 |
| 3°          | Hasan Habib   | $896.375   |
| 4°          | John Phan     | $518.920   |
| 5°          | Rob Hollink   | $377.420   |
| 6°          | Phil Ivey     | $264.195   |